# Record du Maroc de natation messieurs du 4 × 100 mètres 4 nages
Cet article présente l'évolution du record du Maroc de natation messieurs du 4 × 100 mètres 4 nages.

## Bassin de 50 mètres
| Temps         | Laps          | Athlète           | Naissance | Âge | Club   | Compétition                 | Lieu       | Date              |
| ------------- | ------------- | ----------------- | --------- | --- | ------ | --------------------------- | ---------- | ----------------- |
| 4 min 02 s 80 |               |                   |           |     |        |                             | Casablanca | 6 mai 2004        |
|               |               | Amine Kouame      | 1986      | 18  | US Fès |                             |            |                   |
|               |               | Youssef Hafdi     |           |     |        |                             |            |                   |
|               |               | Slimane Lakhlifia | 1986      | 18  | WAC    |                             |            |                   |
|               |               | Adil Bellaz       |           |     |        |                             |            |                   |
| 3 min 58 s 48 |               |                   |           |     |        | Championnats d'Afrique (ct) | Casablanca | 18 septembre 2010 |
|               | 59 s 49       | Amine Kouame      | 1986      | 24  | US Fès |                             |            |                   |
|               | 1 min 07 s 51 | Amine Fawzi       | 1986      | 24  | USCM   |                             |            |                   |
|               | 59 s 47       | Mehdi El Hazzaz   | 1991      | 19  | WAC    |                             |            |                   |
|               | 52 s 01       | Nabil Chenoun     | 1990      | 20  |        |                             |            |                   |